# Łosienek
Łosienek – wieś w Polsce położona w województwie świętokrzyskim, w powiecie kieleckim, w gminie Piekoszów.
| SIMC    | Nazwa      | Rodzaj     |
| ------- | ---------- | ---------- |
| 0261574 | Kresy      | przysiółek |
| 0992674 | Pod Dołami | przysiółek |
| 0261597 | Rogatka    | przysiółek |

W latach 1975–1998 miejscowość administracyjnie należała do województwa kieleckiego.
Przez wieś przechodzi  niebieska ścieżka rowerowa do Piekoszowa.